# Герб на Чехия
Гербът на Чешката република представлява щит разделен на четири равни части. На тях са изобразени гербовете на Бохемия, Моравия и Силезия – историко-географските области на страната. Приет е 1990 г. като герб на Чешката република в състава на Чешката и Словашката федеративна република. По-късно след разпада на Чехословакия през 1992 г. той става официален на независима Чехия.

## Голям герб
Голямата форма на националния герб се състои от четвъртит щит с четири полета. В първото и четвъртото (четвъртото поле показва Републиката като цяло) е герба на историческите земи на Бохемия – сребърен лъв със златна корона и златно въоръжение и двуостра опашка, на червен фон. Във второто поле е герба на Моравия – сребристо-червен орел със златна корона и златно въоръжение на син фон. В третото поле е герба на Силезия – черен орел със златна корона, червено въоръжение и със сребърен perisoniem (полумесец) с кръст в средата, на златен фон. Големият герб представлява обединението на всички исторически земи на държавата. Авторът на дизайна и художествения проект е чешкия хералдист Иржи Лоуда. Той се използва при международното представяне на държавата и се слага на сгради, в които се помещават държавни органи, държавни учреждения и др.

## Малък герб
Малката форма на герба е съставен от червено поле, на което се намира историческия герб на Бохемия: сребърен двуопашат лъв в скок със златно въоръжение и златна корона. Той е приет за малък държавен герб от 1990 г., най-напред като герб на Чешката република в рамките на Чешката и словашка федеративна република. В днешно време се използва за места, за които е взето решение от държавните власти. Например, на печатните и пощенските служби на държавната и местната администрация или на съобщения, обозначаващи защитени дървета. Малкият герб се използва също и за означаване на седалищата на органите, които са натоварени с изпълнение на решенията на държавната власт – съдилища, хигиенни станции и др.

## Двуопашат лъв
Чешкият лъв първоначално с една опашка, заменя през 12 век огнената орлица на св. Вацлав. Тогава император Фридрих Барбароса дава нов герб на крал Владислав II, състоящ се от сребърен лъв на червено поле, за да символизира неговата храброст (Владислав неколкократно оказва военна помощ на императора). Лъвът първоначално е представен с опашката между краката си, което кара хората в Бохемия да му се присмиват, наричайки го маймуна. След като чува това, императорът шеговито казва, че лъвът отсега нататък трябва да бъде представен с две опашки и златна корона, иоттогава насам той е изобразяван така.
|                                                     |                                                                                     |                                                      |
| Най-старият герб на Чехия – светивацлавската орлица | Най-старата изобразена версия на двуопашатия бохемски льв, замъка Гоцобург в Кремс. | Герб на Кралство Бохемия в състава на Австро-Унгария |